# Noiembrie 2008
Acest articol este generat integral pe baza informațiilor din articolul 2008 și este actualizat periodic de un robot.
 Editările făcute în articol vor fi șterse la următoarea actualizare! Dacă doriți să faceți modificări, editați articolul-sursă.

ianuarie -
februarie -
martie -
aprilie -
mai -
iunie -
iulie -
august -
septembrie -
octombrie -
noiembrie -
decembrie
Noiembrie 2008 a fost a unsprezecea lună a anului și a început într-o zi de sâmbătă.

## Evenimente
- 2 noiembrie: Lewis Hamilton își câștigă primul titlu mondial de Formula 1, de altfel devenind atât cel mai tânăr campion cât și primul campion de culoare din istoria acestui sport.
- 4 noiembrie: În alegerile prezidențiale din SUA, candidatul democrat Barack Obama îl învinge pe candidatul republican John McCain, și este ales ca cel de-al 44-lea președinte al Statelor Unite ale Americii. Barack Obama devine primul președinte afro-american al Statelor Unite ale Americii.
- 12 noiembrie: Liderul arheologilor din Egipt a anunțat descoperirea unei piramide vechi de 4.300 de ani în Saqqara.[1]
- 15 noiembrie: Opt mineri și patru membri ai echipelor de salvare au murit în urma a două explozii la mina Petrila.[2]
- 25 noiembrie: În Groenlanda a avut loc un referendum pentru creșterea autonomiei față de Danemarca. Votul a fost de peste 75% în favoarea creșterii atonomiei.
- 26 - 29 noiembrie: O serie de atentate teroriste în Mumbai, India a dus la 164 morți și cel puțin 250 de răniți.
- 30 noiembrie: Alegeri legislative în România. Partidul Democrat-Liberal a obținut cele mai multe mandate, 115 în Camera Deputaților și 51 în Senat, fiind urmat de alianța dintre PSD și PC (114 în Cameră și 49 în Senat), PNL (65 în Cameră și 28 în Senat) și UDMR (22 în Cameră și 8 în Senat). De asemenea, 18 mandate de deputat au fost obținute de reprezentanți ai altor minorități naționale.

## Decese
- 1 noiembrie: Yma Sumac (n. Zoila Augusta Emperatriz Chavarri del Castillo), 86 ani, cântăreață peruviană (n. 1922)
- 2 noiembrie: Domenico Leccisi, 88 ani, ziarist, sindicalist și politician italian (n. 1920)
- 3 noiembrie: Ion Prisada, 78 ani, saxofonist și compozitor român de jazz (n. 1929)
- 4 noiembrie: John Michael Crichton, 66 ani, autor, medic, producător de film, regizor de film, american (n. 1942)
- 4 noiembrie: Valeriu Rusu, 73 ani, profesor universitar român (n. 1935)
- 4 noiembrie: Khertek Anchimaa-Toka, 96 ani, politiciană din Republica Tuva (n. 1912)
- 8 noiembrie: Bodil Aakre, 86 ani, juristă norvegiană (n. 1922)
- 8 noiembrie: Pavel Chirău, 56 ani, ofițer din R. Moldova (n. 1952)
- 8 noiembrie: Alexandru Chirnițchi, 52 ani, muzician din Transnistria (n. 1956)
- 8 noiembrie: Hugh Cook, 52 ani, scriitor britanic (n. 1956)
- 8 noiembrie: Mieczysław Rakowski, 81 ani, politician, istoric și jurnalist polonez comunist (n. 1926)
- 9 noiembrie: Miriam Makeba (n. Zenzile Miriam Makeba), 76 ani, cântăreață sud-africană (n. 1932)
- 12 noiembrie: John Mitchell, 61 ani, muzician britanic (The Jimi Hendrix Experience), (n. 1946)
- 14 noiembrie: Ioan Lăcustă, 60 ani, scriitor român (n. 1948)
- 16 noiembrie: Nikodimos Vallindras, 93 ani, mitropolit grec (n. 1915)
- 17 noiembrie: Ennio De Concini, 84 ani, scenarist și regizor de film, italian (n. 1923)
- 18 noiembrie: Laurențiu Panaitopol, 68 ani, matematician român (n. 1940)
- 23 noiembrie: Dumitru Ghițu, 77 ani, fizician din R. Moldova, membru al ASM (n. 1931)
- 25 noiembrie: William Gibson (William Ford Gibson), 94 ani, dramaturg american (n. 1914)
- 25 noiembrie: William Gibson, dramaturg american (n. 1914)
- 26 noiembrie: Dan Enăchescu, 78 ani, medic român, ministru al sănătății (1969-1972 și 1990), (n. 1930)
- 26 noiembrie: Valentin Tașcu, 64 ani, critic literar român (n. 1944)
- 26 noiembrie: Victor Toma, 86 ani, inginer român (n. 1922)
- 27 noiembrie: Vishwanath Pratap Singh, 77 ani, politician indian (n. 1931)
- 28 noiembrie: Alan Abbott, 82 ani, sportiv britanic (cricket), (n. 1926)
- 29 noiembrie: Jørn Utzon, 90 ani, arhitect danez (Opera din Sydney), (n. 1918)
- 30 noiembrie: Artur Silvestri (n. Gabriel Tîrnăcop), 54 ani, scriitor român (n. 1953)
- 30 noiembrie: Iulia Trancu-Iași, 85 ani, profesoară română (n. 1923)